# Bharwari
Bharwari è una suddivisione dell'India, classificata come nagar panchayat, di 14.776 abitanti, situata nel distretto di Kaushambi, nello stato federato dell'Uttar Pradesh. In base al numero di abitanti la città rientra nella classe IV (da 10.000 a 19.999 persone).

## Geografia fisica
La città è situata a 25° 33' 0 N e 81° 30' 0 E e ha un'altitudine di 87 m s.l.m..

## Società

### Evoluzione demografica
Al censimento del 2001 la popolazione di Bharwari assommava a 14.776 persone, delle quali 7.738 maschi e 7.038 femmine. I bambini di età inferiore o uguale ai sei anni assommavano a 2.314, dei quali 1.199 maschi e 1.115 femmine. Infine, coloro che erano in grado di saper almeno leggere e scrivere erano 8.676, dei quali 5.110 maschi e 3.566 femmine.